# Schildraaf
De schildraaf of witborstraaf (Corvus albus) behoort tot de familie van de kraaiachtigen en leeft in Afrika.
In het Nederlands wordt deze kraaiachtige schildraaf genoemd ondanks het feit dat de vogel meer lijkt op een kraai dan een raaf. In het Afrikaans spreekt men wel van een kraai, daar heet de vogel witborstkraai.

## Kenmerken
De schildraaf lijkt op de zwarte kraai maar heeft een langere staart, langere vleugels en poten en een duidelijk witte borst en kraagband. De rest van het lichaam is zwart gekleurd. De lengte is ongeveer 46 tot 50 centimeter.

## Leefwijze
De vogel leeft van prooidieren als insecten en hagedissen en ook wel vruchten van planten. De kraai schuwt de mens niet en ook voedselresten worden gegeten.

## Voortplanting
Het nest wordt bij voorkeur gemaakt in vrijstaande, hoge bomen maar ook telefoonpalen met dwarsverbindingen worden gebruikt. Er worden meestal 4 tot 5 eieren gelegd, deze zijn bleekgroen met bruine vlekjes. De kuikens worden door beide ouders verzorgd en vliegen na ongeveer 45 dagen uit.

## Verspreiding en leefgebied
De schildraaf komt voor in grote delen van Afrika ten zuiden van de Sahara. Het is een vogel van open landschappen, landbouwgebieden, vuilnisbelten, omgeving van menselijke nederzettingen en aan de oevers van meren en rivieren en aan de zeekust.

## Status
De grootte van de populatie is niet gekwantificeerd. De vogel is algemeen, vooral rond menselijke nederzettingen en de aantallen blijven stabiel. Om deze redenen staat de schildraaf als niet bedreigd op de Rode Lijst van de IUCN.

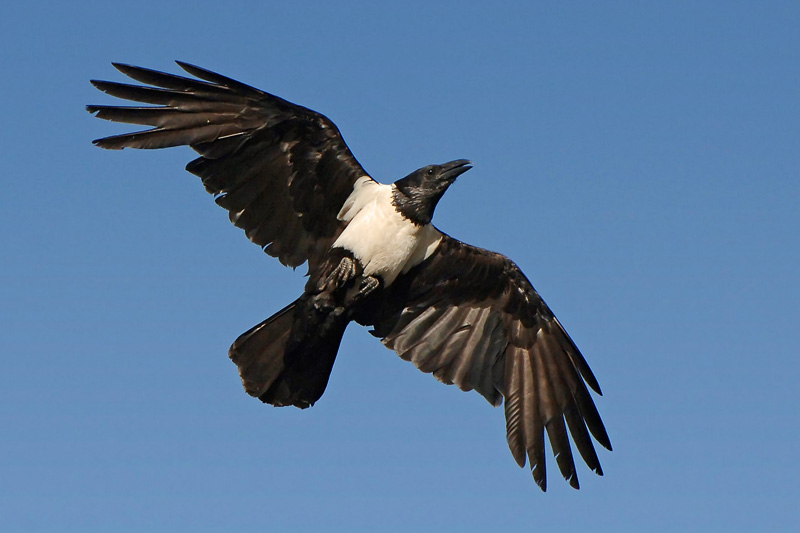
Schildraaf